# Amazonki (film)
Amazonki (chiń. upr. 杨门女将之军令如山; chiń. trad. 楊門女將之軍令如山; pinyin Yáng Mén Nǚ Jiàng Zhī Jūn Lìng Rú Shān) – chiński film akcji w reżyserii Frankie Chana wydany 17 listopada 2011 roku.
Film zarobił 25 000 000 renminbi w Chińskiej Republice Ludowej w trzy dni.

## Obsada
Źródło: Filmweb

- Cecilia Cheung – Mu Guiying
- Cheng Peipei – She Saihua
- Liu Xiaoqing – księżniczka Chai
- Richie Jen – Yang Zongbao
- Chen Zihan – Yang Yanqi
- Jin Qiaoqiao – Dong Yue’e
- Yang Zitong – Meng Jinbang
- Yukari Ōshima – Zou Lanying
- Kathy Chow – Ma Saiying
- Zhao Qianyu – Xiao Douzi
- Yu Na – Du Jin’e
- Dong Liu – Yang Yanying
- Wang Ti – Yang Jinhua